# Graham Young
Graham Frederick Young (Neasden, Middlesex, 7 de septiembre de 1947 - Isla de Wight, 1 de agosto de 1990) fue un asesino en serie británico que envenenó a un total de tres personas hasta la muerte (a su madrastra, y varios años después a dos colegas de trabajo, Bob Egle y Fred Biggs) además de envenenar a varios otros colegas a los que solo causó otros problemas de salud.

## Primeros años y primer crimen
Nacido en Neasden, un distrito de la ciudad de Londres, Graham se mostró fascinado con la química y con los venenos, mostrándose interesado en los efectos de estos elementos sobre el cuerpo humano desde muy temprana edad. En 1961 (cuando tenía 14 años), Graham comenzó a envenenar a su familia con diferentes tipos de elementos, produciendo serios problemas de salud en los afectados. Además, el adolescente Graham compraba muchos de estos elementos, entre los que frecuentaba el antimonio y la digitalis; mintiendo sobre su edad o simplemente alegando a los vendedores que los necesitaba para experimentos escolares.
En 1962 su madrastra muere envenenada. También, Graham había envenenado sistemáticamente a su padre, hermana y a su mejor amigo de la escuela. La tía de Young, Winnie, quien conocía la fascinación de su sobrino por la química y los venenos, comenzó a sospechar. También, hay que resaltar que Graham Young pudo haber pasado desapercibido si nadie hubiera conocido su fascinación por la química debido a que a veces sufría las mismas náuseas y síntomas que sufrían sus familiares, ya que a veces se le olvidaba recordar qué comida había envenenado, por lo que de vez en cuando, él mismo la ingería. Después de esto, Graham fue enviado a ser analizado por un psiquiatra, quien se quedó sorprendido ante la personalidad de Graham, por lo que recomendó contactar a la policía. Así, el 23 de mayo de 1962, Graham Young fue arrestado, cuando tenía 15 años de edad. Una vez detenido, Graham confesó haber intentado asesinar a su padre, hermana y su amigo. Los restos de su madrastra no podían ser analizados ya que había sido incinerada.
Finalmente, Young fue sentenciado a 15 años de confinamiento en el Hospital Broadmoor, una institución para criminales mentalmente inestables. Nueve años después, las autoridades del hospital, liberaron a Young alegando que estaba "completamente recuperado". Sin embargo, durante sus años en prisión, Young había estudiado mucho sobre medicina e hizo varios tests, aumentando sus conocimientos sobre los efectos de los venenos en el cuerpo humano, tomando como conejillos de indias a varios internados del hospital, como así también a miembros del personal hospitalario a los que dejó con algunos problemas de salud.

## Coeficiente Intelectual
Graham era una de las personas más inteligentes de la época con un coeficiente intelectual de 160. Se le realizaron distintas pruebas de inteligencia cuando se encontraba en el Hospital Psiquiátrico y el resultado fue que su coeficiente intelectual (IQ 160) estaba en el rango de Superdotado. Esto podría explicar por qué desde niño sintió mucha curiosidad por comprender la química. Estudios han demostrado que los niños que tienen un coeficiente intelectual muy superior al promedio sienten a temprana edad mucha curiosidad por comprender cómo funcionan ciertas cosas, además de que tienden a obsesionarse con ciertos temas. La curiosidad de Graham Young desde temprana edad, su obsesión por el tema de la química y los resultados de las pruebas de inteligencia confirman que se encontraba en el rango de un superdotado (IQ 160).

## Young vuelve a matar
Después de ser liberado en 1971, cuando tenía 24 años. Trabajó en una tienda fotográfica en la ciudad de Bovingdon, Hertfordshire, no muy lejos de la casa de su hermana (a quien había envenenado cuando él tenía 14 años) en Hemel Hempstead. Sus nuevos patrones fueron informados acerca de que Young había estado internado en Broadmoor, pero inexplicablemente nunca fueron informados acerca del pasado de envenenador que tenía Graham. Poco después de que él comenzara nuevamente a trabajar, el capataz de Young, Bob Egle, enfermó repentinamente y murió. Young había hecho el té para sus colegas, envenenándolos con elementos tales como antimonio y talio. Debido a los envenenamientos producidos por Young, muchos colegas cayeron enfermos y se habló de la posibilidad de un virus extraño, llamado el "Bovingdon Bug". Posteriormente, todos esos casos de náuseas y malestar, algunos de los cuales requirieron internamiento, fueron atribuidas a Young y a su té.
Durante los próximos meses, Graham Young envenenó a alrededor de 70 personas, aunque ninguna de ellas murió. El sucesor de Egle, quien había muerto a manos del veneno de Young, se enfermó al poco tiempo de comenzar a trabajar allí; pero decidió renunciar. Probablemente esa decisión salvó su vida. Unos meses después de la muerte de Egle, otro compañero de trabajo de Young, Fred Biggs, cayó enfermo y fue internado en el Hospital Nacional de Londres para Enfermedades Nerviosas. Fue demasiado tarde para salvar su vida, Biggs resistió varias semanas pero finalmente murió, convirtiéndose en la tercera y última víctima de Graham Frederick Young.
Luego de la muerte de Biggs, era obvio que tantas enfermedades y dos muertes requerían de una investigación médica y policial en el lugar de trabajo. Inexplicablemente, Young habla con el doctor de la compañía y le insinúa si él no creía que se trataba de envenenamiento por talio, debido a los síntomas. Además, Young le había contado a un compañero de trabajo que su "hobby" era estudiar sustancias químicas. Este hombre fue a la policía quien inmediatamente revisó el historial de Graham Young, destapando su frondoso pasado criminal, hasta el momento, encubierto.
Así, el 21 de noviembre de 1971 Young fue arrestado en Sheerness, Kent. La policía encontró talio en su bolsillo y antimonio, talio y aconitina en su apartamento. Además se encontró un meticuloso diario íntimo de Young, en el que este llevaba un minucioso detalle de todas las dosis de veneno que suministraba, sus efectos y a qué personas estaba decidido a matar y a quiénes estaba decidido a dejar con vida.
El juicio en su contra comenzó el 19 de junio de 1972 en St. Albans y duró 10 días, Young se declaró inocente y explicó que su diario íntimo era una total fantasía que él había creado pensando en crear una novela en futuro. Sin embargo, ante tanta evidencia contra él, Young fue encontrado culpable y sentenciado a cadena perpetua. Tiempo después, se le adjudicó el apodo de El Envenenador de la taza de Té, aunque él quería ser recordado como El Envenenador del Mundo.
Mientras estaba en prisión, Young entabló amistad con el otro famoso asesino en serie Ian Brady donde compartieron su fascinación por la Alemania Nazi. En el libro publicado por Brady en 2001 The Gates of Janus Brady escribiría "Es difícil no tener empatía por Graham Young". También, Graham es mencionado en otro libro, en la autobiografía Pretty Boy de Roy Shaw (otro asesino), quien hablaría de la amistad que entabló con Young.
En 1990, Young murió en su celda de la prisión de Parkhurst cuando tenía 42 años. Oficialmente, se determinó que Young había muerto por un infarto agudo de miocardio aunque algunos conjeturan que otros presos fueron los responsables de su muerte.

## Young en la cultura popular
En 1995 se estrenó una película llamada The Young Poisoner's Handbook  que está basada en la vida de Young. Además, la banda musical Macabre escribió una canción llamada "Poison" que habla de Young y sus crímenes, esta canción aparece en el álbum Murder Metal.